# Штучний аборт

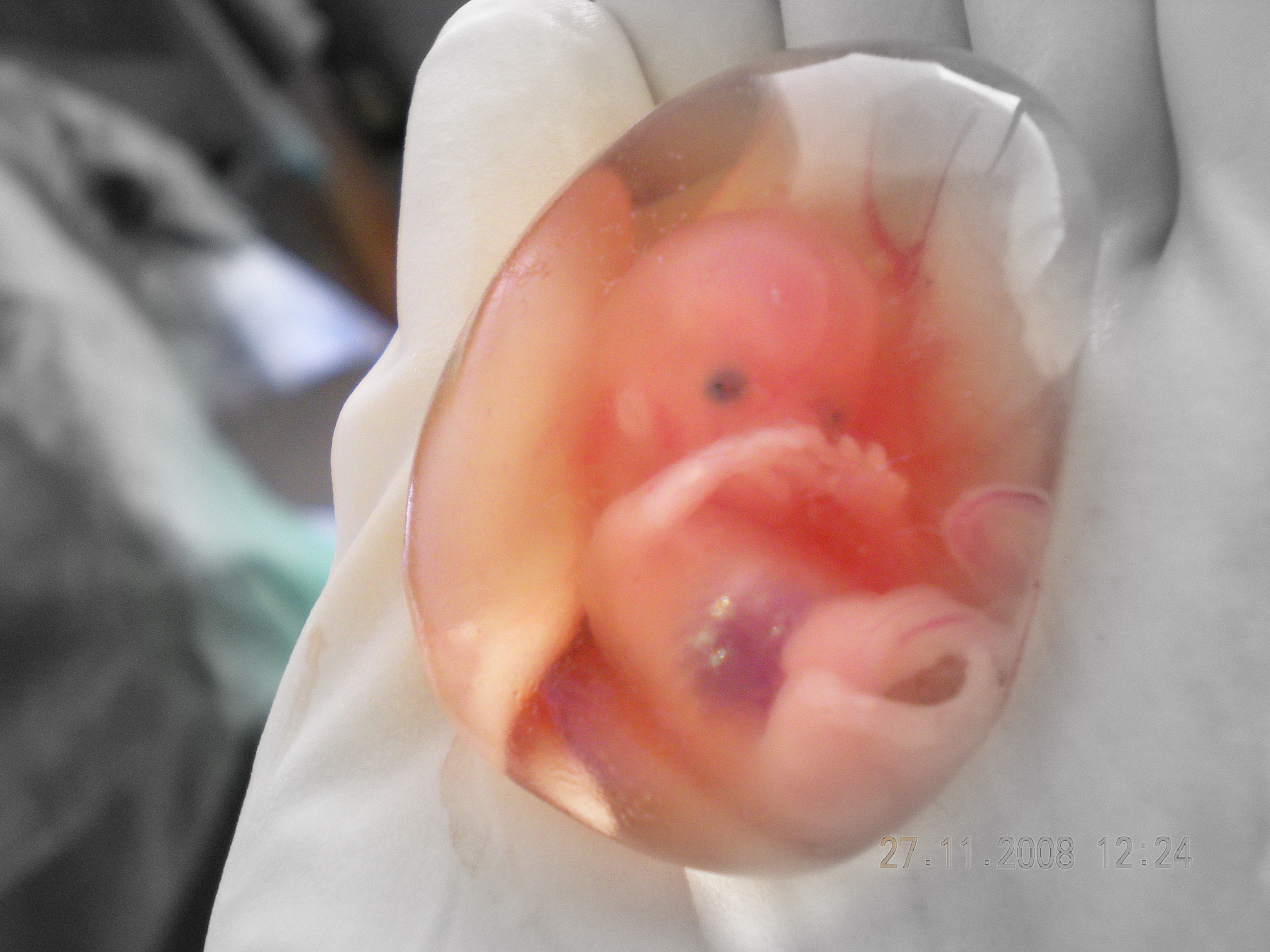
8-тижневий зародок, видалений внаслідок операції з видалення матки жінки, хворої на карциному шийки матки

Штучний аборт, в побуті просто аборт — це пряме медичне втручання в тіло вагітної жінки чи дівчини для переривання вагітності шляхом вилучення ембріона чи плоду різними методами. Термін штучний відрізняє цю усвідомлену процедуру від викидня, який також називають мимовільним абортом. Аборт в Україні за бажанням жінки законодавчо дозволений до 12 тижнів, за медичними показаннями — до 22 тижнів.
Серед показань до аборту, що враховуються в різних країнах залежно від терміну вагітності — несумісні з вагітністю захворювання, загроза життю, фізичному та психічному благополуччю жінки, вагітність внаслідок зґвалтування та інцесту, важкі аномалії плоду, соціальні причини (нездатність піклуватись про майбутню дитину через хворобу чи нестачу ресурсів, як-от безробіття, багатодітність, смерть партнера), неповнолітній чи пременопаузальний вік вагітної. У країнах з ліберальнішою репродуктивною політикою бажання вагітної зробити аборт без пояснень причини є достатнім для виконання їй аборту.
Проведений кваліфікованим персоналом в належних умовах є безпечною медичною процедурою. Аборти, які виконуються людьми без належних навичок, з порушенням процедури, з недотриманням санітарних стандартів (у країнах, що розвиваються, та в країнах, де аборти значно обмежені або заборонені законом), є небезпечними (підпільними, нелегальними, кримінальними), і є значною небезпекою для жіночого здоров'я та причиною абортного туризму. За реклмендацією ВООЗ: «Небезпечний аборт є вагомою причиною материнської смертності, яку можна та слід попередити шляхом просування сексуальної освіти, планування сім'ї, послуг з безпечного переривання вагітності, наскільки це дозволено законодавством, та післяабортних послуг в усіх випадках».
На сучасному етапі полеміка щодо права на аборт точиться між рухами за право вагітної жінки на доступ до аборту, щоб робити вибір, народжувати чи перервати небажану вагітність (прочойс), та руху за скасування права на аборт в інтересах права ембріона (плоду) на життя (пролайф). Полемічним є й поняття плоду і його життя.

## Історія

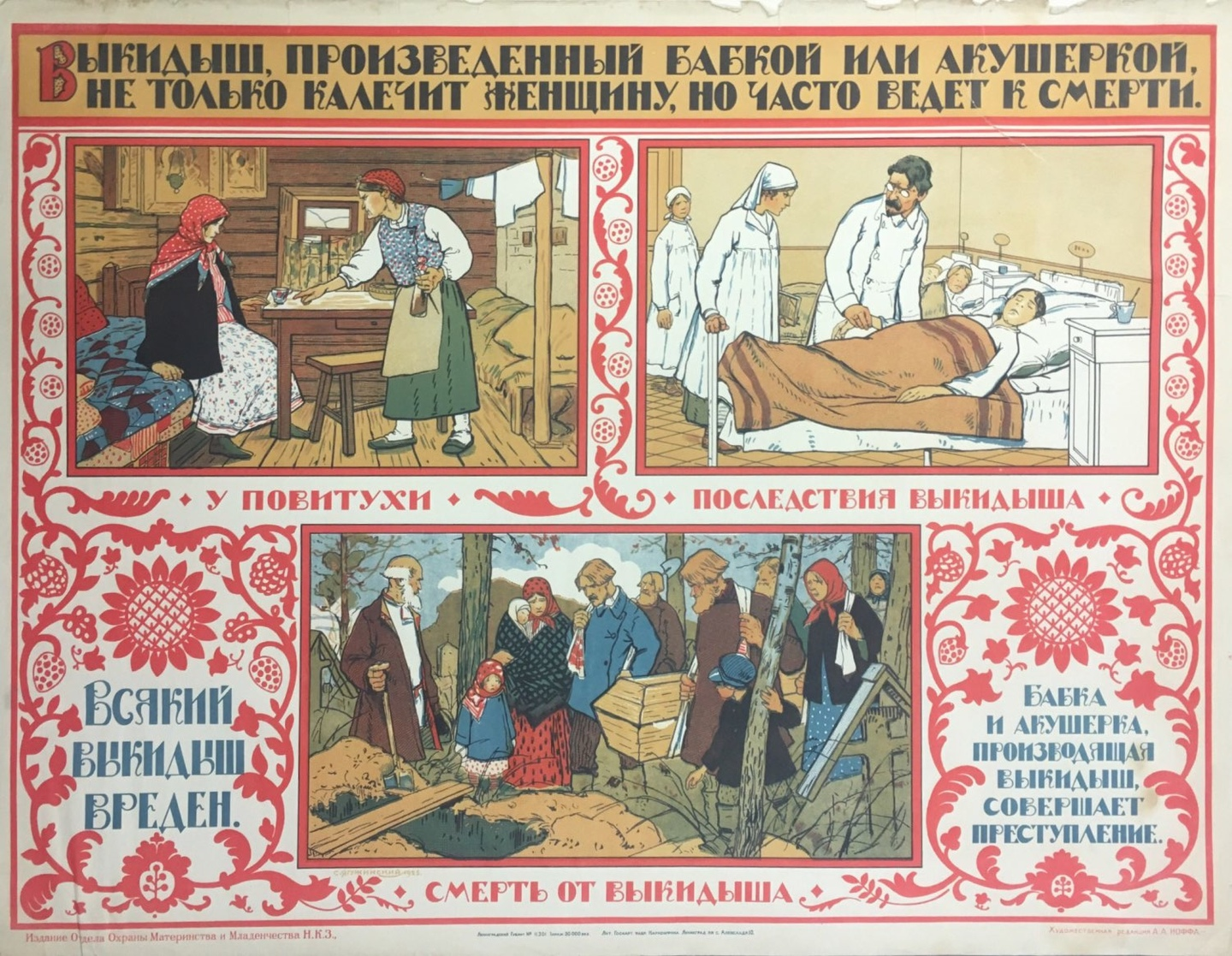
Агітплакат СРСР проти кримінальних абортів, 1925 рік. Текст вгорі: «Викидень, здійснений бабкою або акушеркою не тільки калічить жінку, але часто веде до смерті»

Першою державою в новітній історії, котра легалізувала аборти, стала більшовицька Росія.[джерело?] Опісля в СРСР повернулися до світової практики кримінальної відповідальності за аборти.
Указом Президії Верховної Ради СРСР від 5 серпня 1954 року кримінальну відповідальність за здійснення аборту знову скасовано. Указом від 23 листопада 1955 року «Про скасування заборони абортів» встановлена кримінальна відповідальність лише для осіб (в тому числі лікарів), які роблять аборт поза лікарнями або іншими лікувальними закладами. Покарання посилювалося в разі, коли аборт виконувався в антисанітарних умовах чи особою без належної медичної освіти. На той момент в багатьох країнах Заходу аборти лишалися нелегальними. Так, у США аборти були повністю декриміналізованими лише у 1973 році, у Франції — у 1974 році. В Ірландії аборти у одиничних випадках були дозволені лише влітку 2013 року.

## Показання
Аборт може проводитись як за суворими медичними показами, так і за бажанням вагітної при відсутності протипоказань до аборту. 
Медичними показами до проведення операції аборту зазвичай стають захворювання жінки і плоду:
- смерть плоду в утробі;
- загроза життю жінки через її стан або неправильне протікання вагітності (наприклад, позаматкова вагітність);
- порушення внутрішньоутробного розвитку;
- необхідність проведення медичних процедур жінці (наприклад, трансплантація органів, хімієтерапія).

Якщо потреба в аборті викликане небажаною вагітністю, остаточне рішення залишається за вагітною та тим, від кого вона завагітніла.[джерело?]

## Проведення аборту

### Підготовка до процедури
В Україні для пацієнток, яким проводиться аборт, передбачене передабортне та післяабортне консультування щодо особливостей конкретного методу переривання вагітності. З метою профілактики запальних ускладнень після аборту він здійснюється не пізніше 3 днів після обстеження. Обстеження пацієнтки проводиться відповідно до нормативів в умовах амбулаторно-поліклінічних лікувальних закладів та відповідного клінічного протоколу. Зазвичай перед абортом проводяться:
- гінекологічний огляд;
- загальний аналіз крові;
- загальний мазок;
- аналіз на хоріонічний гонадотропін;
- аналіз на сифіліс (РАВ);
- аналіз на вірусні гепатити B і С;
- аналіз на ВІЛ;
- коагулограма.

У разі встановлення гострого запального або інфекційного захворювання аборт виконується після проведеного лікування до терміну вагітності повних 12 тижнів.

### Методи проведення аборту

Аборт вакуумною аспірацією:
1 — амніон;
2 — ембріон;
3 — ендометрій;
4 — спекулум;
5 — вакуретка;
6 — вакуумний відсмоктувач.

Залежно від терміну вагітності, її переривають різними методами, аби знизити ризик розвитку ускладнень. Кожен метод має протипокази та найбільш ефективний на відповідних термінах вагітності. Зі зростанням терміну вагітності ступінь травмування жінки та, відповідно, ризики ускладнень зростають.
| Термін вагітності                         | Рекомендований метод аборту                                                                                     | Як проводиться аборт | Механізм абортивної дії | Характеристики методу |
| ----------------------------------------- | --- | --- | --- | --- |
| 1-3 тижнів затримки менструацій[уточнити] | Медикаментозний аборт: провокація викидня комбінацією препаратів. Ефективність 90-95 % при затримці до 42 днів. | Одноразовий прийом в присутності лікаря 600 мг стероїдного препарату міфепристону, який провокує загибель ембріону. Через 36-48 годин пацієнтка в присутності лікаря приймає аналог простагландинів: перорально 2 таблетки (400 мкг) або вагінально 800 мкг мізопростолу і знаходиться в стаціонарі весь час до настання аборту, що відбувається, як правило, впродовж 3-6 годин. На 7-10 день лікар-акушер-гінеколог амбулаторно оглядає пацієнтку. | Зв'язуючись з прогестероновими рецепторами, міфепристон блокує дію прогестерону, який стимулює ріст ендометрію. Під дією простагландинів і мізопростолу препаратів матка скорочується, запускаючи механізм вигнання плодового яйця з її порожнини. | Цей спосіб найменш травматичний та найбільш безпечний. Слизова оболонка матки залишається неушкодженою, за 28-30 днів відновлюється менструальний цикл.             |
| 2-5 тижнів[уточнити]                      | Міні-аборт (вакуум-аспірація): висмоктування плодового яйця                                                     | У матку вводиться тонка одноразова трубка (катетер), прикріплена до вакуумного аспіратора, який висмоктує плодове яйце назовні. Операція триває 2-5 хвилин і проводиться за місцевої або загальної анестезії. | В порожнині матки створюється рівномірний негативний тиск (вакуум), який сприяє мимовільному відділенню плодового яйця, незалежно від його локалізації.                                                                                            | Слизова оболонка матки отримує мінімальні ушкодження. |
| 6-12 тижнів                               | Хірургічний (класичний, медичний) аборт: хірургічне вискоблювання плоду                                         | Проводиться тільки в умовах медичного стаціонару під загальним наркозом. У випадку загрози життю жінки або вагітності внаслідок зґвалтування може проводитись і на пізніших строках, до 22 тижнів. Після операції необхідний курс антибіотиків для профілактики інфікування. | Канал шийки матки поступово розширюють інструментами і спеціальною ложкою (кюретка) або ножицями (абортцанг) вискоблюють плодове яйце разом з плацентою і слизовою оболонкою матки. Існують також вакуум-кюретки.                                  | Має низку ускладнень, зокрема, може призводити до безпліддя і невиношування наступних вагітностей.                                                                  |
| понад 20 тижнів                           | Штучні пологи («пізній аборт»): провокація передчасних «пологів»                                                | Роблять за особливими показаннями. | У плодовий міхур вводяться розчини, що викликають пологову діяльність. | Оскільки наприкінці 2 — на початку 3 триместру плід може народитися живим, але з важкими патологіями розвитку, цей метод лікарі використовують рідше за попередній. |

Міжнародна організація Жінки на хвилях безкоштовно надає консультації (у тому числі й українською) з використання медикаментів для аборту, а в разі потреби може надіслати відповідні ліки.

### Після процедури
В Україні за чинним законодавством після аборту першої вагітності жінкам з резус-негативним типом крові проводиться імунізація антирезусним імуноглобуліном за відповідною методикою. Працюючим жінкам після аборту видається листок непрацездатності.
Жінкам призначають індивідуально підібраний засіб контрацепції, про що робиться запис в медичній документації. 
Надалі проводиться диспансерне спостереження за пацієнткою, обов'язково виконується ультразвукове дослідження для підтвердження відсутності плідного яйця в порожнині матки. У разі неповного видалення плідного яйця або тривалого «кровомазання» проводиться діагностичне вискоблювання порожнини матки з направленням отриманого матеріалу на гістологічне дослідження.
Після аборту спостерігаються кров'янисті вагінальні виділення. Їхня кількість і тривалість індивідуальні і залежать від терміну вагітності, скорочувальної здатності матки і згортання крові. 

## Безпечність для здоров'я жінки
Ризики для жінки різняться залежно від терміну вагітності та методу процедури. 
За оцінками ВООЗ, близько 33 млн користувачок контрацепції можуть стикнутися з незапланованою вагітністю. 
Аборт буває небезпечним (коли проводиться некваліфікованими людьми та в неналежних умовах) та безпечним (проводиться медичними працівниками із дотримання рекомендацій щодо організації процедури). Якщо аборт виконується кваліфікованим персоналом з використанням належних медичних методик та препаратів у гігієнічних умовах, він є безпечною медичною процедурою.
Стратегія ВООЗ із репродуктивного здоров'я з метою прискорення прогресу у досягненні міжнародних цілей та завдань розвитку, прийнята Всесвітньою асамблеєю охорони здоров'я у 2004 році, зазначає: «Небезпечний аборт є вагомою причиною материнської смертності, яку можна та слід попередити шляхом просування сексуальної освіти, планування сім'ї, послуг з безпечного переривання вагітності, наскільки це дозволено законодавством, та післяабортних послуг в усіх випадках».
За висновками Американської психологічної асоціації, переривання небажаної вагітності в повнолітніх жінок не викликає подальших психологічних проблем. Національний спільний центр психічного здоров'я Великої Британії у 2011 р. опублікував висновок, згідно з яким аборт у першому триместрі не збільшує ризиків виникнення психологічних проблем Згідно зі статистичними даними, зібраними у США за 2012 рік, ризик смерті від природних пологів у 14 разів вищий, ніж ризик смерті від безпечного аборту.

### Небезпечні аборти
При виконанні будь-якої хірургічної процедури можуть виникати ускладнення. Їх ризик зростає, якщо аборт проводиться некваліфікованим медичним персоналом, небезпечними медичними інструментами або в санітарних умовах, що не відповідають необхідним стандартам. До таких належать аборти, проведені самостійно, аборти в країнах, що розвиваються (де належну медичну послугу отримати важко або неможливо), та в країнах з антиабортним законодавством (що змушує вдаватися до підпільних абортів). Імовірність виникнення ускладнень після аборту вища в жінок:
- що страждають запальними захворюваннями статевої системи, порушеннями менструального циклу, захворюваннями крові;
- що раніше перенесли операцію на матці і яєчниках;
- що вже зробили два і більше абортів;
- що переривають хірургічним шляхом першу вагітність.

Серед ранніх ускладнень неправильно проведеного аборту можуть бути: гематома, кровотеча, ушкодження шийки матки, перфорація матки (перфорація з або без ушкодження кишки, сечового міхура, неповний витяг плодового яйця.
До пізніх ускладнень небезпечних абортів належать запальні захворювання статевих органів, гормональні порушення, ендометріоз, дисфункція яєчників, безплідність, ускладнення протікання вагітностей, загострення хронічнічних захворювань геніталій (сальпінгоофорит, ендометрит), «занесення» інфекцій в матку під час аборту. Використання розширників може спричиняти розвиток недостатності шийки матки та ускладнення під час наступних вагітностей та пологів. Віддалені наслідки можуть виявитися через кілька років: синдром Ашермана; істміко-цервікальна недостатність; ендометріоз, порушення прохідності маткових труб; імунізація за системою резус-фактора; ризик утворення пухлин молочних залоз, шийки і тіла матки.

## В Україні
Згідно з чинним законодавством України, хірургічний аборт проводиться в акредитованих закладах охорони здоров'я при вагітності до 12 тижнів. На терміні від 12 до 22 тижнів штучний аборт проводиться тільки у випадку виявлених показань. Проведення штучного аборту у пацієнтки віком до 14 років або у недієздатної особи здійснюється за заявою її законних представників. Аборт у пацієнтки, яка досягла 14 років, здійснюється за її згодою.

### Статистика
Попри тенденцію до зниження, рівень абортів в Україні становив[коли?] 21,1 на 1000 жінок фертильного віку; 45,8 — на 100 вагітностей, 84 — на 100 пологів. Спостерігається тенденція до підвищення кількості абортів у вагітних вперше (2004-го у порівнянні з 1991-м цей показник збільшився у 2 рази: у 1991 — 5,6 %, у 2004 — 12,1 %). У 2005-му число абортів становило майже 800 тисяч, у 2016 зроблено близько 150 тисяч. 
80 % жінок переривають вагітність за власним бажанням у зв'язку з незахищеністю — відсутністю житла, роботи, через фінансову скруту, сімейні негаразди, нестабільну ситуацію в державі, невпевненість у завтрашньому дні.

## Полеміка щодо абортів
У світі тривають дискусії і суперечки щодо морального та правового статусу аборту. Дві основні групи називають себе «за вибір» (право жінок вільно розпоряджатись власним тілом і репродуктивними планами) і «за життя» (з притиском на права плоду на життя). Кожна група, з різними результатами, прагне впливати на громадську думку і добитися правової підтримки своєї позиції. У деяких випадках полеміка призвела до використання насильства.
Наприклад, Цивільний кодекс України містить пролайф-термінологію щодо плоду: «У випадках, встановлених законом, охороняються інтереси зачатої, але ще не народженої дитини» (ст. 25 ч. 2).

## Правовий статус абортів

### Україна
Аборт при вагітності від 12 до 22 тижнів за соціальними і медичними показаннями може проводитись у випадках і в порядку, що встановлюється законодавством (стаття 50 Закону України «Основи законодавства України про охорону здоров'я» № 2801-XII, ст. 281 Цивільного кодексу України). Порядок проведення аборту встановлений Наказом Міністерства охорони здоров'я України «Про затвердження Інструкції про порядок проведення операції штучного переривання вагітності, форм первинної облікової документації та інструкцій щодо їх заповнення» від 24.05.2013 р. № 423. Штучне переривання вагітності, строк якої становить від 12 до 22 тижнів, здійснюється в акредитованих закладах охорони здоров'я за висновком комісії, створеної відповідно Міністерством охорони здоров'я Автономної Республіки Крим, управлінням охорони здоров'я обласної та Севастопольської міської державних адміністрацій і Головним управлінням охорони здоров'я Київської міської державної адміністрації. Висновок готується згідно із заявою вагітної жінки та відповідними документами.
За статтею 1222 Цивільного Кодексу України особи, зачаті за життя спадкодавця, можуть бути спадкоємцями лише якщо вони народжені живими після його смерті.

### У світі

Правовий статус абортів у світі:
Легальний
Легальний при зґвалтуванні та за медико-соціальними показниками
Легальний у випадках (або заборонений, окрім випадків) зґвалтування, медико-соціальних протипоказань
Заборонений, окрім випадків зґвалтування та медико-соціальних протипоказань
Заборонений, окрім випадків загрозі життю жінки та при наявності психічних і патологічних протипоказань
Заборонений без виключень
Відмінності по регіонах
Відсутні дані

Всі держави щодо допустимості аборту можна розділити на чотири групи:
- Свобода аборту. У найбільш ліберальній групі країн законодавці виходять з визнання права жінки самостійно вирішувати питання про вагітність. Кримінальна політика спрямована тут на охорону здоров'я жінки, тобто караються тільки позалікарняні і пізні аборти. Аборти «за бажанням» на ранніх термінах вагітності дозволені в Австралії, Австрії, Албанії, Бельгії, Болгарії, Угорщини, В'єтнамі, Німеччини, Греції, Данії, Італії, Камбоджі, Канаді, КНР, на Кубі, в Монголії, Нідерландах, Норвегії, Румунії, Сингапурі, Словаччині, США, Тунісі, Туреччини, Франції, Чехії, Швеції, ПАР. Однак 2003 року американський сенат схвалив законопроєкт, що забороняє аборт методом штучних пологів[18][19]. У грудні 2009 року прийнята поправка до закону Російської Федерації «Про рекламу», що обмежує рекламу медичних послуг з аборту[20][21].
- Аборт з медичних та соціально-економічних показань. В Англії, Індії, Ісландії, Люксембургу, Фінляндії, Японії аборти дозволені тільки з медичних та соціально-економічним показань, а також у випадках зґвалтування. У Великій Британії для медичного аборту потрібні висновки двох лікарів про його необхідність відповідно до закону про аборт 1967 року. У квітні 1992 року після 15 невдалих спроб змінити закон 1967 року Британський парламент ухвалив рішення про зниження тимчасового обмеження на аборти до 24 тижнів.
- Аборт за медичними показаннями і в інших виняткових випадках. В Алжирі, Аргентині, Болівії, Бразилії, Гані, Ізраїлі, Кенії, Коста-Риці, Марокко, Мексиці, Нігерії, Пакистані, Перу, Польщі, Уругваї дозволені аборти лише за загрози життю і здоров'ю жінки. Так, в Іспанії 1985 року легалізовані аборти у випадках зґвалтування, серйозних аномалій плоду і ризику серйозної небезпеки, створюваної вагітністю для фізичного або психічного здоров'я жінки.
- Повна заборона. У цій групі держав аборт розглядається як злочин проти внутрішньоутробного життя і прирівнюється до вбивства. Аборти повністю заборонені, як правило, крім випадків порятунку життя жінки, в: Афганістані, Анголі, Бангладеші, Венесуелі, Гватемалі, Гондурасі, Єгипті, Індонезії, Іраку, Ірані, Ірландії, Ємені, Колумбії, Лівані, Лівії, Мавританії, Малі, Непалі, Нікарагуа, ОАЕ, Омані, Парагваї, Папуа Новій Гвінеї, Сальвадорі, Сирії, Чилі, на Філіппінах.